# Touch (película)
Touch es una película norteamericana de 1997 escrita y dirigida por Paul Schrader, basada en la novela de Elmore Leonard.
La película es una comedia en tono de sátira que gira en torno al mundo de las sectas y el fanatismo religioso y está protagonizada por Christopher Walken, Richard Schiff, Bridget Fonda, Skeet Ulrich, Tom Arnold, Gina Gershon, Lolita Davidovich, Janeane Garofalo y Paul Mazursky.

## Argumento
Juvenal es un hombre joven que parece ser capaz de curar enfermedades mediante la imposición de manos. A veces misteriosos estigmas aparecen sobre su piel.
El granjero evangelista Bill Hill, cansado de vender caravanas para vivir, convence a su amiga Lynn Faulkner para que intime con Juvenal y le convenza para encarar el salto a la fama.

## Reparto
- Skeet Ulrich es Juvenal.
- Bridget Fonda es Lynn.
- Christopher Walken es Bill Hill.
- Gina Gershon es Debra.
- Tom Arnold es August Murray.
- Conchata Ferrell es Virginia Worrel.
- William Newman es Court Clerk.

Referencias
1. ↑  «Entrevista a Paul Schrader en El País (13/10/1997)». El País. Consultado el 25 de mayo de 2020.

- Datos: Q693390